# Buttslammers
Pour plus de détails, voir Fiche technique et Distribution.
Buttslammers est une série américaine pornographique lesbienne de vidéofilms produite par les Studios Bruce Seven Production de 1993 à 2001. Les films ont d'abord été  distribués par Exquisite, puis par Evil Angel.
La série a remporté plusieurs Awards dans les catégories « Best All-Girl Release » et « Best All-Girl Sex Scene », mais a aussi été nommé dans les catégories « AVN 500 Greatest Adult Films » et « AVN's Top 10 Bitchin' All-Girl Sex Scenes ». Le film traite des plaisirs anals lesbiens.
Vingt-et-un volets et un Best of ont été publiées. Le titre peut également s'écrire en deux mots, Butt Slammers.

## Liste des films

### Buttslammers de 01 à 10 et Best of 01
Buttslammers 1 / All The Girls Are Buttslammers
- Année et durée : 1993 - 129 min
- Réalisateur : Bruce Seven
- Distributeur : Exquisite
  - scène 1 : Ariana, Misty Rain, Victoria Paris
  - scène 2 : Alex Jordan, Lia Baren, Melanie Moore, Tiffany Mynx
  - scène 3 : Bionca, Lacy Rose, Rebecca Bardoux
  - scène 4 : Misty Rain, Nikki Shane, Tianna
  - scène 5 : Madison

Buttslammers 2: Awakening Of Felicia
- Année et durée : 1993 - 106 min
- Réalisateur : Bruce Seven
- Distributeur : Exquisite
  - scène 1 : Felecia, Lia Baren
  - scène 2 : Celeste, Sydney St. James
  - scène 3 : Celeste, Felecia, Lia Baren, Sydney St. James, Tianna
  - scène 4 : Felecia, Misty Rain

Buttslammers 3: Ultimate Dream
- Année et durée : 1993 - 105 min
- Réalisateur : Bruce Seven
- Distributeur : Exquisite
  - scène 1 : Felecia
  - scène 2 : Alicia Rio, Felecia, Melanie Moore
  - scène 3 : Debi Diamond, Suzie Matthews
  - scène 4 : Carmel St. Clair, Debi Diamond, Suzie Matthews
  - scène 5 : Bionca, Felecia
  - scène 6 : Kitty Yung, Sydney St. James
  - scène 7 : Bionca, Felecia, Kitty Yung, Sydney St. James

Buttslammers 4: Down and Dirty
- Année et durée : 1993 - 110 min
- Réalisateur : Bruce Seven
- Distributeur : Exquisite
  - scène 1 : Felecia, Francesca Le, Tammi Ann
  - scène 2 : Bionca, Debi Diamond
  - scène 3 : Ariana
  - scène 4 : Ariana, Bionca, Felecia, Francesca Le, Tammi Ann
  - scène 5 : Felecia, Misty Rain, Nikki Shane
  - scène 6 : Danyel Cheeks, Tiffany Million

Buttslammers 5: Quake, Rattle & Roll
- Année et durée : 1994 - 95 min
- Réalisateur : Bruce Seven
- Distributeur : Exquisite
  - scène 1 : Sahara Sands, Tiffany Mynx, VixXxen
  - scène 2 : Lacy Rose, Tammi Ann
  - scène 3 : Danyel Cheeks, Debi Diamond, Domonique Simone
  - scène 4 : Barbara Doll, Lia Baren, Melanie Moore, Tianna

Buttslammers 6: Over The Edge
- Année et durée : 1994 - 100 min
- Réalisateur : Bruce Seven
- Distributeur : Exquisite
  - scène 1 : Dominique Bouche, Yvonne
  - scène 2 : Ariana, Rebecca Wild, Tammi Ann
  - scène 3 : Ariana, Rebecca Wild, Tammi Ann, Yvonne
  - scène 4 : Kaitlyn Ashley, Suzie Matthews, Veronica Hall
  - scène 5 : Bionca, Debi Diamond, Krysti Lynn
  - scène 6 : Debi Diamond, Kaitlyn Ashley, Krysti Lynn, Suzie Matthews

Buttslammers 7: Indecent Decadence
- Année et durée : 1994 - 102 min
- Réalisateur : Bruce Seven
- Distributeur : Exquisite
  - scène 1 : Ivy English
  - scène 2 : Kaitlyn Ashley, Lois Ayres
  - scène 3 : Ivy English, Kaitlyn Ashley, Lois Ayres
  - scène 4 : Danyel Cheeks, Debi Diamond, Sindee Coxx
  - scène 5 : Danyel Cheeks, Ivy English, Lois Ayres, Sindee Coxx
  - scène 6 : Skye Blue, Summer Cummings

Buttslammers 8: Ultimate Invasion
- Année et durée : 1994 - 90 min
- Réalisateur : Bruce Seven
- Distributeur : Exquisite
  - scène 1 : Ariana, Lois Ayres, Shane Tyler
  - scène 2 : Brooke Waters, VixXxen
  - scène 3 : Ivy English, Kaitlyn Ashley, Sindee Coxx
  - scène 4 : Ariana, Ivy English, Kaitlyn Ashley, Lois Ayres, Shane Tyler, Sindee Coxx
  - scène 5 : Bionca, VixXxen

Buttslammers 9: Fade To Anal
- Année et durée : 1995 - 88 min
- Réalisateur : Bruce Seven
- Distributeur : Exquisite
  - scène 1 : Annabelle Dayne, Careena Collins, Jeanna Fine, Krysti Lynn
  - scène 2 : Danyel Cheeks, Misty Rain, Shelby Stevens
  - scène 3 : Ariana, Jill Kelly
  - scène 4 : Ariana, Careena Collins, Jill Kelly, Shelby Stevens
  - performance non sexuelle : Lia Baren

Buttslammers 10: Lust On The Internet
- Année et durée : 1995 - 113 min
- Réalisateur : Bruce Seven
- Distributeur : Exquisite
  - scène 1 : Jill Kelly, Shelby Stevens
  - scène 2 : Dalny, Jill Kelly, Missy, Shelby Stevens, Tera Heart, Yvonne
  - scène 3 : Channone, Marilyn Martyn, Marine Cartier, Nicki Gates
  - scène 4 : Abbey Gale, Jill Kelly, Sydney St. James
  - scène 5 : Christina West, Missy, Nancy Vee, Nicole London

Best of Buttslammers 1
- Année et durée : 1995 - 97 min
- Genre : Compilation
- Réalisateur : Bruce Seven
- Distributeur : Exquisite
- Distribution : Alex Jordan, Ariana, Bionca, Celeste, Clarissa Katz, Danyel Cheeks, Debi Diamond, Felecia, Kitty Yung, Lia Baren, Misty Rain, Nancy Vee, Shelby Stevens, Sydney St. James, Tianna et Victoria Paris.

### Buttslammers de 11 à 21
Buttslammers 11: Asshole to Asshole
- Année et durée : 1996 - 70 min
- Réalisateur : Bruce Seven
- Distributeur : Bruce Seven Productions (Exquisite)
  - scène 1 : Caressa Savage, Missy, Ruby Richards
  - scène 2 : Missy, Sydney Brooks, Yvonne
  - scène 3 : Candy Lix, Shonna Lynn
  - scène 4 : Jeanna Fine, Porsche Lynn, Sindee Coxx

Buttslammers 12: Anal Madness
- Année et durée : 1996 - 107 min
- Réalisateur : Bruce Seven
- Distributeur : Exquisite
- Distribution : Alex Dane, Candy Lix, Caressa Savage, Davia Ardell, Felecia, Kim Chambers, Lia Baren, Mila, Ruby Richards, Sydney Brooks & Yvonne.

Buttslammers 13: The Thirteenth
- Année et durée : 1996 - 113 min
- Réalisateur : Bruce Seven
- Distributeur : Exquisite
- Distribution : Alex Dane, Caressa Savage, Cumisha Amado, Felecia, Jill Kelly, Johnni Black, Lia Baren, Missy, Misty Rain, Shelby Stevens, Sindee Coxx & Yvonne.

Buttslammers 14: Trippin' The Ass Fantastic
- Année et durée : 1997 - 113 min
- Réalisateur : Bruce Seven
- Distributeur : Exquisite
  - scène 1 : Johnni Black, Julie Rage, Roxanne Hall
  - scène 2 : Charlie, Kim Kitaine, Misty Rain, Sindee Coxx
  - scène 3 : Maria de Sanchez, Porsche Lynn, Suzy Cat
  - scène 4 : Anna Malle, Skye Blue, Summer Cummings

Buttslammers 15: Unrelenting Anal Lust
- Année et durée : 1997 - 115 min
- Réalisateur : Bruce Seven
- Distributeur : Exquisite
  - scène 1 : Caressa Savage, Carolina, Roxanne Hall
  - scène 2 : Davia Ardell, Julie Rage, Nikki Sinn, Sindee Coxx
  - scène 3 : Ariana, Charlie, Chloe, Randi Rage
  - scène 4 : Johnni Black, Kaitlyn Ashley

Buttslammers 16: Rock 'n Roll Booty Girls
- Année et durée : 1997 - 99 min
- Réalisateurs : Bionca Seven et Bruce Seven
- Distributeur : Evil Angel
  - scène 1 : Jill Kelly, Shane Tyler, Sindee Coxx
  - scène 2 : Alyssa Love, Dru Berrymore, Holli Woods
  - scène 3 : Chloe, Johnni Black
  - scène 4 : Caressa Savage, Charlie, Roxanne Hall

Buttslammers 17: Butts, Butts, & More Butts
- Année et durée : 1998 - 108 min
- Réalisateur : Bruce Seven
- Distributeur : Evil Angel
  - scène 1 : Alana Evans, Charlie, Christi Lake
  - scène 2 : Mila, Nikki Grand
  - scène 3 : Coral Sands, Johnni Black
  - scène 4 : Alana Evans, Shane Tyler, Taylor Moore

Buttslammers 18: Up Tight Asses
- Année et durée : 1998 - 105 min
- Réalisateur : Bruce Seven
- Distributeur : Evil Angel
  - scène 1 : Alana Evans, Alexandra Nice, Cheyenne Sexton
  - scène 2 : Charlie, Christi Lake, Coral Sands
  - scène 3 : Shane Tyler, Sindee Coxx
  - scène 4 : Kristina St. James, Phyllisha Anne, Tawny Ocean

Buttslammers 19 / Rip Roaring Start
- Année et durée : 1999 - 84 min
- Réalisateur : Bruce Seven
- Distributeur : Evil Angel
  - scène 1 : Chennin Blanc, Phyllisha Anne, Sindee Coxx
  - scène 2 : Christi Lake, Shane Tyler, Taylor Moore
  - scène 3 : Elle Devyne, Sheena Chase
  - scène 4 : Chelsea Blue, Phyllisha Anne

Buttslammers 20
- Année et durée : 2001 - 114 min
- Réalisateur : Bionca Seven
- Distributeur : Evil Angel
- Distribution : Nenehva, Bionca, Brooke Hunter, Celeste Crawford, Charlie, Coral Sands, Dru Berrymore, Felecia, Holly Hollywood, Kimi Lixx, Luna, Ms. Kitty Kitty, Nikita Denise, Onika Fox, Shanna McCullough, Sindee Coxx, Star E. Knight, Tina Cheri, Tina Toy, Veronica Velour et Zana.

Buttslammers 21
- Année et durée : 2001 - 118 min
- Réalisateur : Bionca Seven
- Distributeur : ?
- Distribution : Brooke Hunter, Chantz Fortune, Desert Rose, Gina Lynn, Hope Rising, Justine Romee, Kaylynn, Keisha, Kiki Daire, Kristy Evans, Lauren Legend, Melissa Claire Boyle et Sindee Coxx.

## Distinctions
Récompenses
- 1994 AVN Award - Best All-Girl Release - Buttslammers[1]
- 1994 AVN Award - Best All-Girl Sex Scene - Buttslammers 2 avec Celeste, Felecia, Lia Baren, Sydney St. James et Tianna[2]
- 1995 AVN Award - Best All-Girl Sex Scene - Buttslammers 4 avec Felecia, Bionca et Debi Diamond[3]
- 1996 AVN Award - Best All-Girl Release - Buttslammers 10[4]
- 1997 AVN Award - Best All-Girl Sex Scene - Buttslammers 13 avec Caressa Savage, Missy et Misty Rain[5]
- 1999 AVN Award - Best All-Girl Sex Scene - Buttslammers 16 avec Caressa Savage, Roxanne Hall et Charlie[6]

Nominations
- 2005 AVN Award - AVN 500 Greatest Adult Films - Buttslammers[1]
- 2005 AVN Award - AVN's Top 10 Bitchin' All-Girl Sex Scenes - Buttslammers 2 - scène de l'orgie à la lampe de poche avec Celeste, Felecia, Lia Baren, Sydney St. James et Tianna[2]